# Masters de Hamburgo 1976
El Abierto de Hamburgo de 1976 fue un torneo de tenis jugado sobre tierra batida, que fue parte de las Masters Series. Tuvo lugar en Hamburgo, Alemania, desde el 17 de mayo hasta el 23 de mayo de 1976.

## Campeones

### Individuales
Eddie Dibbs vence a  Manuel Orantes, 6-4, 4-6, 6-1, 2-6, 6-1

### Dobles
Fred McNair /  Sherwood Stewart vencen a  Dick Crealy /  Kim Warwick, 7-6, 7-6, 7-6